# Estádio do Rio Ave FC
Estádio do Rio Ave FC (Estádio dos Arcos) – stadion piłkarski w Vila do Conde, w Portugalii. Może pomieścić 5 300 widzów. Swoje spotkania rozgrywa na nim drużyna Rio Ave FC. Został otwarty 13 października 1984 roku, zastępując dawny obiekt klubu Estádio da Avenida.